# 神諭：原罪
《神諭：原罪》是一款由Larian Studios開發與發行的奇幻角色扮演遊戲，2014年6月30日於Windows平台發售。2015年10月於PlayStation 4、Xbox One和Windows上推出加強版，強化配音與其他遊戲細節。本作是《神界》的前传，續作《神諭：原罪2》於2017年9月推出。本作最初透過Kickstarter募資來籌措開發資金，在推出正式版遊戲之前也曾歷經數月的測試版階段。遊戲中玩家將扮演兩位秘源獵人(Source Hunter)，身負義務要消除秘源魔法帶來的威脅，此次目的則是前往調查一樁謀殺案，然而更多的陰謀與謎團正等待著他們。
2017年12月8日《神諭：原罪加強版》PC版更新官方簡體中文。

## 遊戲玩法
本作屬於戰略角色扮演類型，在探索、角色培育和戰鬥方面都具有相當高的自由度。遊戲中玩家將同時操作兩位主角，無論戰鬥或探索都形影不離，兩位主角的職業、能力、個性都可以自由培養與發展。遊戲事件中有時會出現不同路線的抉擇選項，兩人可選擇相同或者對立的立場，意見不合時可進行辯論，而兩人的決定可能會影響事件的走向，也會改變自身的個性和能力。除了兩位主角以外，團隊中最多還可再招募兩位隊友，隊友的技能、裝備等屬性也都能自由發展。遊戲中有各種奇特的NPC與事件，這些事件不會只有單一的解決方法，比方在對話中可以威脅或利誘對方以透露事件相關資訊、學習特殊能力可以和動物對話來得知任務線索。
在戰鬥方面以回合制為基礎，依照人物速度來決定敵我人員的回合先後順序，每回合有一定數量的行動點數（AP），無論是移動、攻擊、技能等操作基本上都需要消耗AP點數。攻擊手段種類繁多，能力與流派的琣養也會影響戰鬥方式，無論成為一個手持匕首進行潛行背刺的刺客、施展強力魔法的法師、抑或同時掌握近戰與魔法的戰鬥法師都是可行的。環境互動也是本作一大特色，比方說在地上灑一灘油再用火焰屬性攻擊便會導致該區域起火燃燒，在積水處使用雷電屬性攻擊則可麻痺敵人。這種環境互動不僅提升戰鬥的策略性，對於流程中的探索解謎也不可或缺，諸如移動木桶來壓住機關按鈕、往毒氣區域投擲火焰彈來消除毒氣、使用開鎖器解開上鎖的寶箱...等等。
本作亦支援多人合作模式，兩位玩家可扮演雙主角進行合作冒險。此外還提供模組製作工具讓玩家創造新的遊戲內容。

## 開發
2013年3月27日開發團隊於Kickstarter發起募資活動，以確保這些額外資金能幫助團隊擴大與深化遊戲內容。 同年4月26日成功達成目標金額，總計募到約95萬美金，不過之後官方透露遊戲開發的支出高達400萬歐元。
遊戲最初原訂於2013年底發行，但後來又延期到2014年2月28日，之後發售日又再度延期到2014年6月30日。原本官方打算讓Winows和MacOS版本同時推出，但為了專注於製作遊戲內容因此決定延後MacOS與Linux版本的推出。
2015年5月官方宣布將於PlayStation 4、Xbox One和PC平台推出《神諭：原罪加強版》（Divinity: Original Sin - enhanced edition），包含額外劇情、全新配音、平衡改動等諸多新內容，該加強版於同年10月27日發售。擁有PC版原版遊戲的玩家會免費獲得此加強版。

## 評價
《神界：原罪》在發售後普遍獲得良好的評價，在Metacritic上獲得了87/100的媒體平均分數。
Eurogamer網站形容本作「無疑是近年傳統RPG的最佳作品」，遊戲內容也充滿挑戰性。GameSpot對於本作中複雜的系統、美麗的世界以及刺激的回合制戰鬥給予讚賞。IGN認為本作是「近年來最有價值的RPG遊戲之一」，在遊戲深度、遊戲風格和戰鬥挑戰性方面給予褒揚。PC Gamer欣賞本作具備那些傳統RPG的自由、深度、以及對玩家選擇的尊重。Hardcore Gamer 提到本作缺乏引導教學可能會讓新手玩家為之卻步，另外難度曲線可再更加完善，不過整體上對於本作給予好評。
本作曾獲得2014年GameSpot年度遊戲獎，Rock, Paper, Shotgun稱本作是「2014年最佳Kickstarter募資遊戲」。
遊戲發售後首周銷量超過16萬套， 2014年9月為止銷量超過50萬套。

## 外部連結
- 官方网站（英文）